# Молгачкасы
Молгачкасы́ (чув. Мулкачкасси) — деревня в Моргаушском районе Чувашской Республики. Входит в состав Орининского сельского поселения.

## География
Находится в северо-западной части Чувашии, на расстоянии приблизительно 5 км на север-северо-восток по прямой от районного центра села Моргауши.

## История
Известна с 1795 года как выселок села Архангельское (Малая Аринина), ныне Оринино с 42 дворами. В 1858 году было учтено 100 дворов и 473 жителя, в 1906 — 97 дворов и 533 жителя, в 1926—110 дворов и 484 жителя, в 1939—464 жителя, в 1979—494. В 2002 году было 124 двора, в 2010—107 домохозяйств. В 1930 образован колхоз «Восток», в 1931 организован промколхоз по производству кирпича и гончарной посуды, в 2010 действовал СПК «Восток».

## Население
Постоянное население составляло 364 человека (чуваши 98 %) в 2002 году, 340 в 2010.